# Kabinett Bergner
Das Kabinett Bergner amtierte von 1993 bis 1994 als Landesregierung von Sachsen-Anhalt.
Es war das dritte Kabinett während der 1. Wahlperiode des Landtags von Sachsen-Anhalt.
Das Kabinett Gies unter Ministerpräsident Gerd Gies (CDU) war im Juli 1991 zurückgetreten; Gies’ Nachfolger Werner Münch war im November 1993 von seinem Amt zurückgetreten.
Am 2. Dezember 1993 wählte der Landtag den bisherigen CDU-Fraktionsvorsitzenden Christoph Bergner mit 60 Stimmen zum neuen Ministerpräsidenten. Der zweite Kandidat für das Amt, der Vorsitzende der Bündnis 90/Grüne-Fraktion Hans-Jochen Tschiche, erhielt 17 Stimmen. Drei Abgeordnete enthielten sich der Stimme; zudem nahmen zahlreiche Landtagsmitglieder, hauptsächlich aus der SPD-Fraktion, nicht an der Wahl teil. 83 von 106 möglichen Stimmen wurden abgegeben.
Bergner setzte die Koalition von CDU und FDP fort und stellte dem Landtag am 15. Dezember 1993 sein Kabinett vor. Die vier aus Westdeutschland stammenden Regierungsmitglieder der Vorgängerregierung, die im Zuge der „Gehälteraffäre“ unter öffentlichen Druck geraten waren, gehörten dem Kabinett nicht mehr an. Bergner setzte stattdessen auf „eine Regierung mit einem ausgeprägten Parlamentsbezug“: Neben ihm selbst gehörten acht der neun Minister dem Landtag an; die einzige Ausnahme war der aus Niedersachsen stammende Walter Remmers, der das Innen- und das Justizministerium in Personalunion führte.
Das nach der Entlassung von Minister Hans-Jürgen Kaesler am 3. Dezember 1993 vakante „Ministerium für Bundes- und Europaangelegenheiten“ wurde nicht wieder besetzt; zum 15. Februar 1994 wurde es aufgelöst. Der Geschäftsbereich „Bundesangelegenheiten“ ging auf das umbenannte Ministerium für Justiz und Bundesangelegenheiten über; die Zuständigkeiten für Europa wurden auf das Ministerium für Wirtschaft, Technologie und Verkehr und die Staatskanzlei verteilt.
Bei der vorgezogenen Neuwahl des Landtags am 26. Juni 1994 schied die FDP aus dem Landtag aus. CDU und SPD bildeten keine große Koalition. Mit dem Zusammentritt des 2. Landtags am 21. Juli 1994 endete daher die Amtszeit des Kabinetts. Am Tag darauf trat eine Minderheitsregierung unter Reinhard Höppner (Kabinett Höppner I) an.

## Mitglieder der Landesregierung
| Amt                                                                                     | Name                                  | Partei | Partei |
| --------------------------------------------------------------------------------------- | ------------------------------------- | ------ | ------ |
| Ministerpräsident                                                                       | Christoph Bergner                     |        | CDU    |
| Stellvertreter des Ministerpräsidenten                                                  | Wolfgang Rauls (ab 16. Dezember 1993) |        | FDP    |
| Minister für Umwelt und Naturschutz                                                     | Wolfgang Rauls (ab 16. Dezember 1993) |        | FDP    |
| Minister des Innern                                                                     | Walter Remmers                        |        | CDU    |
| Minister der Finanzen                                                                   | Joachim Kupfer                        |        | CDU    |
| Minister für Arbeit und Soziales                                                        | Wolfgang Böhmer                       |        | CDU    |
| Minister für Wissenschaft und Forschung                                                 | Rolf Frick                            |        | FDP    |
| Kultusminister                                                                          | Reiner Schomburg                      |        | CDU    |
| Minister für Wirtschaft, Technologie und Verkehr                                        | Rainhard Lukowitz                     |        | FDP    |
| Ministerin für Ernährung, Landwirtschaft und Forsten                                    | Petra Wernicke                        |        | CDU    |
| Minister der Justiz; ab 15. Februar 1994: Minister für Justiz und Bundesangelegenheiten | Walter Remmers                        |        | CDU    |
| Minister für Raumordnung, Städtebau und Wohnungswesen                                   | Karl-Heinz Daehre                     |        | CDU    |